# Wahlen zum Senat der Vereinigten Staaten 1838 und 1839
Die Wahlen zum Senat der Vereinigten Staaten 1838 und 1839 zum 26. Kongress der Vereinigten Staaten fanden zu verschiedenen Zeitpunkten statt. Es waren die Halbzeitwahlen (engl. midterm election) in der Mitte von Martin Van Burens Amtszeit. Vor der Verabschiedung des 17. Zusatzartikels wurden die Senatoren nicht direkt gewählt, sondern von den Parlamenten der Bundesstaaten bestimmt.
Zur Wahl standen die 17 Sitze der Senatoren der Klasse I, die 1832 und 1833 für eine Amtszeit von sechs Jahren gewählt worden oder später nachgerückt waren. Zusätzlich fanden für drei dieser Sitze Nachwahlen statt, bei denen die Whigs einen Sitz der Demokraten gewinnen konnten. Damit stand die Mehrheit der Demokraten kurz vor Ende des 25. Kongresses bei 35 gegen 17 Whigs.
Von den 17 regulär zur Wahl stehenden Sitzen waren zehn von Demokraten und sieben von Whigs besetzt. Sieben Amtsinhaber wurden wiedergewählt (2 D, 5 W), einen Sitz konnten die Demokraten, zwei die Whigs halten. Drei Sitze verloren die Demokraten an die Whigs, vier weitere Sitze verloren die Demokraten, weil die Parlamente von Michigan, New York, Pennsylvania und Virginia keine Senatoren gewählt hatten. Der gewählte Whig-Senator von Tennessee trat noch vor Beginn der neuen Amtsperiode zurück. Damit verringerte sich die Mehrheit der Demokraten im neuen Kongress auf 28 gegen 19 Whigs. Nachdem der Sitz in Tennessee wieder durch einen Demokraten besetzt wurde, eröte sich deren Mehrheit auf 29 zu 19.
Zu Veränderungen nach der Wahl siehe auch Liste der Mitglieder des Senats im 26. Kongress der Vereinigten Staaten.

## Ergebnisse

### Wahlen während des 25. Kongresses
Die Gewinner dieser Wahlen wurden vor dem 4. März 1839 in den Senat aufgenommen, also während des 25. Kongresses.
| Staat       | Amtierender Senator         | Partei   | Nachwahl | Datum         | Ergebnis           | Neuer Senator      |
| ----------- | --------------------------- | -------- | -------- | ------------- | ------------------ | ------------------ |
| Maryland    | Joseph Kent                 | Whig     | Klasse I | 4. Jan. 1838  | von Whigs gehalten | William D. Merrick |
| Mississippi | Thomas H. Williams, ernannt | Demokrat | Klasse I | 30. Jan. 1839 | bestätigt          | Thomas H. Williams |
| Tennessee   | Felix Grundy                | Demokrat | Klasse I | 17. Sep. 1838 | Zugewinn Whigs     | Ephraim H. Foster  |

- ernannt: Senator wurde vom Gouverneur als Ersatz für einen ausgeschiedenen Senator ernannt, Nachwahl nötig.
- bestätigt: ein als Ersatz für einen ausgeschiedenen Senator ernannter Amtsinhaber wurde bestätigt.

### Wahlen zum 26. Kongress
Die Gewinner dieser Wahlen wurden am 4. März 1839 in den Senat aufgenommen, also bei Zusammentritt des 26. Kongresses. Alle Sitze dieser Senatoren gehören zur Klasse I.
| Staat         | Amtierender Senator    | Partei   | Datum           | Ergebnis                | Neuer Senator      |
| ------------- | ---------------------- | -------- | --------------- | ----------------------- | ------------------ |
| Connecticut   | John Milton Niles      | Demokrat | 1838 oder 1839  | Zugewinn Whig           | Thaddeus Betts     |
| Delaware      | Richard H. Bayard      | Whig     | 1838 oder 1839  | wiedergewählt           | Richard H. Bayard  |
| Indiana       | John Tipton            | Demokrat | 1838            | Zugewinn Whig           | Albert S. White    |
| Maine         | Reuel Williams         | Demokrat | 1838 oder 1839  | wiedergewählt           | Reuel Williams     |
| Maryland      | William D. Merrick     | Whig     | 1839            | wiedergewählt           | William D. Merrick |
| Massachusetts | Daniel Webster         | Whig     | 1839            | wiedergewählt           | Daniel Webster     |
| Michigan      | Lucius Lyon            | Demokrat | 1838 oder 1839  | Verlust Demokraten      | vakant             |
| Mississippi   | Thomas H. Williams     | Demokrat | 1838            | Zugewinn Whig           | John Henderson     |
| Missouri      | Thomas H. Benton       | Demokrat | 1839            | wiedergewählt           | Thomas H. Benton   |
| New Jersey    | Samuel L. Southard     | Whig     | 1839            | wiedergewählt           | Samuel L. Southard |
| New York      | Nathaniel P. Tallmadge | Demokrat | 5. Feb. 1839    | Verlust Demokraten      | vakant             |
| Ohio          | Thomas Morris          | Demokrat | 1838            | von Demokraten gehalten | Benjamin Tappan    |
| Pennsylvania  | Samuel McKean          | Demokrat | Wahl ausgesetzt | Verlust Demokraten      | vakant             |
| Rhode Island  | Asher Robbins          | Whig     | 1838 oder 1839  | von Whigs gehalten      | Nathan F. Dixon    |
| Tennessee     | Ephraim H. Foster      | Whig     | 1838 oder 1839  | von Whigs gehalten      | Ephraim H. Foster  |
| Vermont       | Benjamin Swift         | Whig     | 1839            | von Whigs gehalten      | Samuel S. Phelps   |
| Virginia      | William C. Rives       | Demokrat | 1838 oder 1839  | Verlust Demokraten      | vakant             |

- wiedergewählt: ein gewählter Amtsinhaber wurde wiedergewählt.

### Wahlen während des 26. Kongresses
Der Gewinner dieser Wahl wurde nach dem 4. März 1839 in den Senat aufgenommen, also während des 26. Kongresses.
| Staat     | Amtierender Senator | Partei | Nachwahl | Datum         | Ergebnis            | Neuer Senator |
| --------- | ------------------- | ------ | -------- | ------------- | ------------------- | ------------- |
| Tennessee | vakant              | vakant | Klasse I | 19. Nov. 1839 | Zugewinn Demokraten | Felix Grundy  |

## Einzelstaaten
In allen Staaten wurden die Senatoren durch die Parlamente gewählt, wie durch die Verfassung der Vereinigten Staaten vor der Verabschiedung des 17. Zusatzartikels vorgesehen. Das Wahlverfahren bestimmten die Staaten selbst, es war daher von Staat zu Staat unterschiedlich. Teilweise ergibt sich aus den Quellen nur, wer gewählt wurde, aber nicht wie.
Nach dem Zerfalls des First Party Systems aus der Föderalistischen Partei und den heute meist als Demokratisch-Republikanische Partei oder Jeffersonian Republicans bezeichneten Republikanern bildeten sich aus den Anhängern und den Gegnern Andrew Jacksons die ersten Parteien im modernen Sinne, die bis heute bestehende Demokratische Partei und die United States Whig Party, das Second Party System.